# 阪上順夫
阪上 順夫（さかがみ のぶお、1932年（昭和7年）8月30日 - ）は、日本の政治学者、教育学者、政治評論家、東京学芸大学名誉教授。専攻は選挙制度論、政治教育論。
東京市（現品川区）出身。東京教育大学文学部法律政治学科卒業、1961年東京都立大学 (1949-2011)大学院政治学専攻博士課程満期退学、東京学芸大学助教授、教授。1999年「現代における政治教育の研究」で筑波大学教育学博士。1996年定年退官、名誉教授、松阪大学教授。2004年退職。

## 著書

### 単著
- 『現代選挙学 これがこれからの選挙戦略だ!』政治広報センター 1965年
- 『日本選挙制度論』政治広報センター 1972年
- 『選挙制度・政治資金の実態と各党の政策』教育社 入門新書 時事問題解説 1979年
- 『教科書にでてくる法律と政治12 世界の平和を守っていこう 平和な国際関係』ポプラ社 1989年
- 『教科書にでてくる法律と政治6 裁判ってどうやるの? 裁判と法律』ポプラ社 1989年
- 『現代選挙制度論』政治広報センター 1990年
- 『小選挙区制が日本をもっと悪くする 腐敗政治・金権選挙・独裁政権-日本を危険な国にする小選挙区制のワナ』ごま書房 1994年
- 『平成の政治学 21世紀に向かって、日本という国はどこへ行こうとしているのか』ごま書房 ゴマブックス 1994年
- 『現代政治教育論』東京書籍 1997年
- 『尾崎行雄の選挙 世界に誇れる咢堂選挙を支えた人々』和泉書院 松阪大学地域社会研究所叢書 2000年
- 『現代における政治教育の研究』第一学習社 2000年
- 『21世紀地方都市の活性化 松阪市と小田原市の比較研究』和泉書院 松阪大学地域社会研究所叢書 2003年

### 共編著
- 『社会科における政治教育 その理論と授業展開』編著 明治図書出版 1973年
- 『選挙法全書』小関紹夫,山本博共編 政治広報センター 1975年
- 『戦争体験の教材化と授業』編著 明治図書出版 社会科教育全書 1975年
- 『教科書にでてくる法律と政治4 国会議員ってなにをするの? 国会のやくわり』池上美智子共著 ポプラ社 1989年
- 『21世紀を創造するための社会科教育の改革』編著 東京書籍 1996年
- 『辞書と頭は使いよう』服部一敏共著 ごま書房 1997年
- 『90年代初頭の政治潮流と選挙』白鳥令,河野武司共編 新評論 日本政治総合研究所叢書 1998年

## 論文
- Cinii